# Licia Albanese
Licia Albanese (Noicattaro, 22 luglio 1909 – New York, 15 agosto 2014) è stata un soprano italiano naturalizzato statunitense.

## Biografia
Nata a Torre Pelosa, frazione del comune di Noicattaro, divenuta in seguito quartiere di Bari col nome di Torre a Mare, debuttò in modo non ufficiale a Milano nel 1934, sostituendo all'ultimo momento la protagonista di Madama Butterfly, opera per la quale sarebbe diventata famosa e che in oltre quarant'anni di attività avrebbe interpretato più di 300 volte. Seguirono nello stesso anno presenze al Teatro Municipale di Bari ne La bohème e al Teatro Regio di Parma ancora con Madama Butterfly.
Alla fine del 1935 vi fu il debuttò al Teatro alla Scala nel ruolo di Lauretta in Gianni Schicchi. 
Presto ottenne grandi successi in Italia, Francia e Inghilterra, specialmente nei ruoli di Micaela, Suzel, Cio Cio San.
A seguito delle affermazioni in Europa, fu chiamata al Metropolitan Opera di New York, dove esordì il 9 febbraio 1940, nella prima delle 72 recite di Madama Butterfly che avrebbe cantato al vecchio Metropolitan Opera House. Il successo fu immediato e fu l'inizio di una lunga presenza al Met per 26 stagioni consecutive, in 427 rappresentazioni e 17 ruoli. Lasciò improvvisamente il teatro nel 1966 a seguito d’incomprensioni con il direttore artistico Rudolf Bing.
Nel 1946 Arturo Toscanini la invitò a cantare Mimì con la NBC Symphony Orchestra in occasione del cinquantenario della prima de La bohème, da lui stesso diretta nel 1896. A seguito del successo ottenuto, la chiamò di nuovo per La traviata. Di entrambe le esecuzioni, trasmesse per radio in forma di concerto, sono rimaste le registrazioni. In particolare la vivacità del tempi toscaniniani ne La traviata le creò problemi, specialmente per la scena della festa del primo atto. Nonostante le insidie insite in uno spettacolo dal vivo, la Albanese superò le difficoltà tecniche dell'opera. Dichiarò: "Maria Callas mi chiese una volta come avevo fatto e le risposi che Toscanini volle così". In seguito la Albanese disse: "Toscanini mi disse: dovrebbe essere come lo champagne. Io mi lagnai e lui disse: lei può farlo. Prima di cantare la parte andai in un ospedale a studiare il comportamento dei malati di tubercolosi ed imparai quanto qualche volta possono essere isterici."
Cantò anche per vent'anni, dal 1941 al 1961, alla San Francisco Opera, interpretando 22 ruoli in 120 rappresentazioni, stabilendo un lungo sodalizio artistico con il direttore Gaetano Merola. Apparve nella edizione di Otello di Giuseppe Verdi del 1948 che fu la prima opera teletrasmessa in diretta dal Metropolitan Opera, entrando a far parte della prima generazione di cantanti lirici ad apparire in video.
Dopo una carriera che attraversava sette decenni continuò a cantare in qualche raro concerto. Dopo averla sentita nell'inno nazionale durante un'apertura di stagione al Met, Stephen Sondheim e Thomas Z. Shepard le offrirono il ruolo di Heidi Schiller in Follies, che eseguiì all'Avery Fisher Hall di New York nel 1985. Nel corso della stagione di primavera del 1987 al Theatre Under the Stars di Houston fu protagonista in un revival scenico di Follies.
Fu presidente della The Licia Albanese-Puccini Foundation, fondata nel 1974 allo scopo di assistere giovani artisti e cantanti. Insegnò presso la Juilliard School of Music, la Manhattan School of Music e il Marymount Manhattan College oltre a tenere master classes in tutto il mondo.
Licia Albanese divenne cittadina statunitense nel 1945, quando sposò il banchiere Joseph Gimma, con il quale ebbe il figlio Joseph Gimma jr. Morì all'età di 105 anni nella sua casa di Manhattan.

## Onorificenze

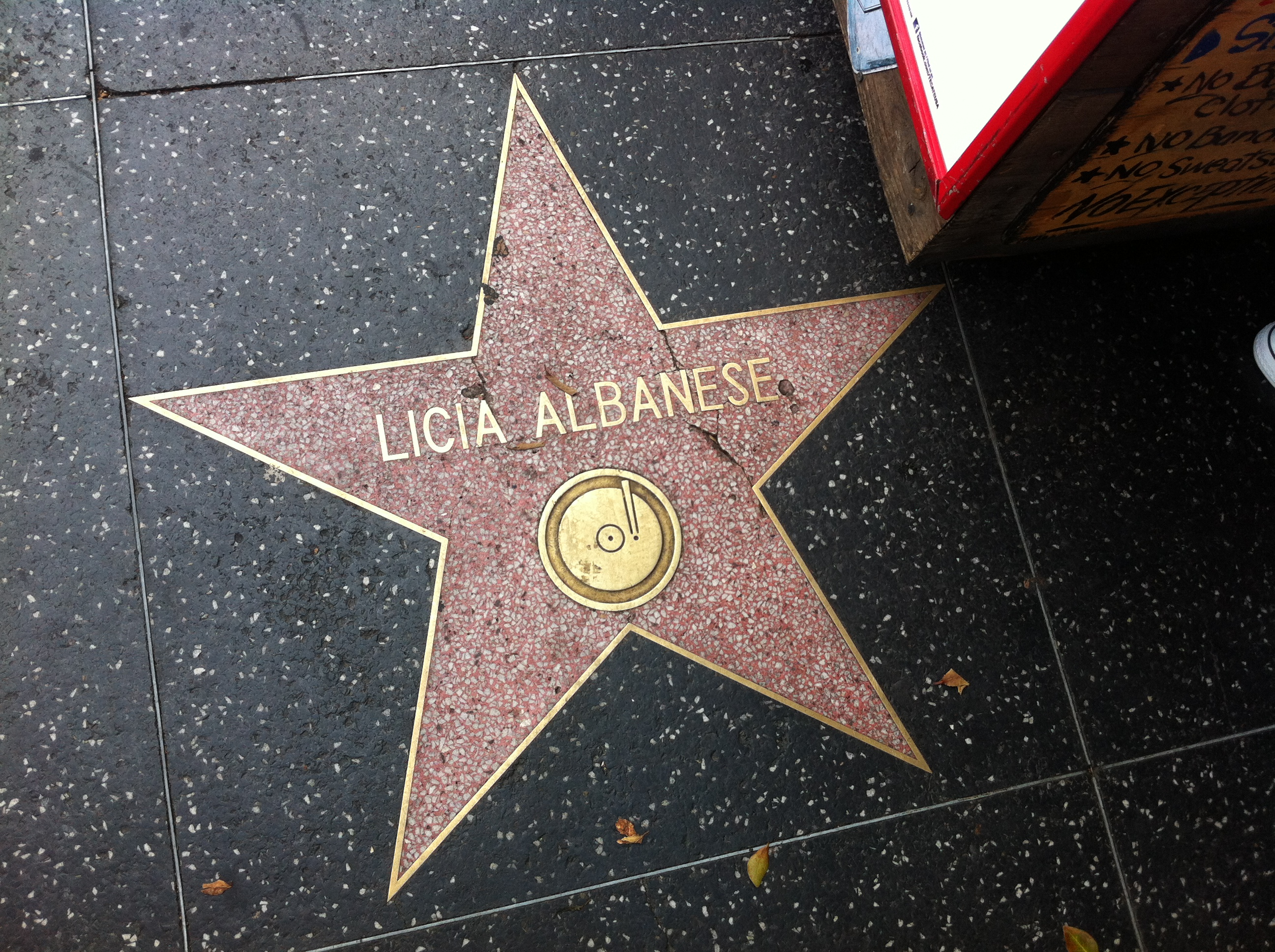
Stella di Licia Albanese, Hollywood Walk of Fame